# キャロットケーキクッキー

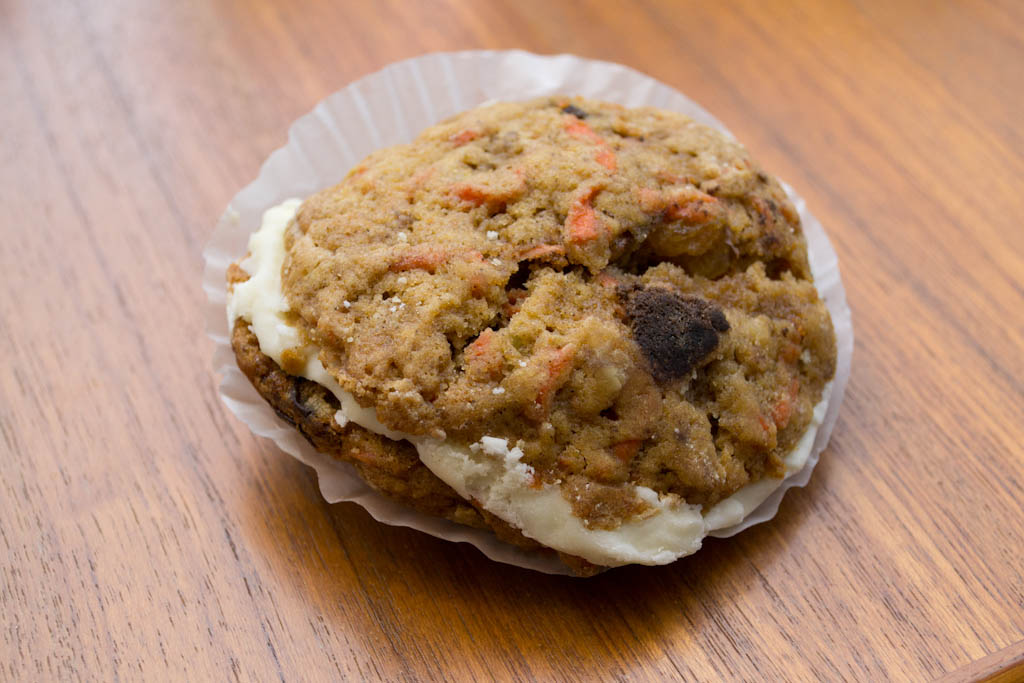
キャロットケーキクッキー2枚でクリームを挟んだもの

キャロットケーキクッキー（英語: Carrot cake cookie）は、ニンジンをはじめとする、キャロットケーキに類似した風味と食感を与える材料を用いて作られたクッキーである。

## 材料
典型的なキャロットケーキクッキーに用いられる材料としては、すりおろしたニンジン、小麦粉、砂糖または黒糖、食用油、香辛料、重曹などが挙げられる。これらに加えて、細かく刻んだココナッツやレーズン、糖蜜、ナッツなどを用いることもある。ウーピーパイやクッキーサンドイッチ、エネルギーバーといった形で調理されたものなど、さまざまなバリエーションが存在する。クリームチーズは、クッキーサンドイッチ各種のトッピングや詰め物として使用されることが時々ある。 
ビーガン用のものは、乳製品を主材料としたクリームチーズの代わりにビーガンクリームチーズを使用して作る。 